# Baskerlandet Rundt 2012
Baskerlandet Rundt 2012 var den 52. udgave af det spanske cykelløb Baskerlandet Rundt. Løbet var på 824.6 km, og blev afholdt over seks etaper med start i Güeñes den 2. april og sluttede 7. april hvor sidste etape var en enkeltstart i Oñati. Det er det niende ud af 28 løb i UCI World Tour 2012.
Vinder af løbet blev spanieren Samuel Sánchez fra Euskaltel-Euskadi, der sejrede efter at have vundet den sidste etape. Danske Mads Christensen fra Team Saxo Bank vandt løbets bjergkonkurrence. 

## Deltagende hold
På grund af at Baskerlandet Rundt er en del af UCI World Tour, var alle 18 UCI ProTour-hold automatisk inviteret og forpligtet til at sende et hold. Derudover inviterede arrangøren yderlige to hold. Dermed var der 160 ryttere på 20 hold. Der var 159 der stillede til start og 113 som fuldførte løbet.
| - Ag2r-La Mondiale - Astana Pro Team - BMC Racing Team - Caja Rural - Euskaltel-Euskadi - FDJ-BigMat - Garmin-Barracuda - GreenEDGE - Team Katusha - Lampre-ISD | - Liquigas–Cannondale - Lotto-Belisol - Movistar Team - Omega Pharma-Quick Step - Rabobank - RadioShack-Nissan-Trek - Team Saxo Bank - Team Sky - Skabelon:Cykelholddata UNA - Vacansoleil-DCM |

## Etaper
| Etape    | Dato     | Start           | Mål             | Km    | Etapevinder        | Den gule trøje     |
| -------- | -------- | --------------- | --------------- | ----- | ------------------ | ------------------ |
| 1. etape | 2. april | Güeñes          | Güeñes          | 152   | José Joaquín Rojas | José Joaquín Rojas |
| 2. etape | 3. april | Güeñes          | Vitoria-Gasteiz | 165,7 | Daryl Impey        | José Joaquín Rojas |
| 3. etape | 4. april | Vitoria-Gasteiz | Eibar           | 154   | Samuel Sánchez     | Samuel Sánchez     |
| 4. etape | 5. april | Eibar           | Bera            | 151   | Joaquim Rodríguez  | Joaquim Rodríguez  |
| 5. etape | 6. april | Bera            | Oñati           | 183   | Joaquim Rodríguez  | Joaquim Rodríguez  |
| 6. etape | 7. april | Oñati           | Oñati           | 18.9  | Samuel Sánchez     | Samuel Sánchez     |